# Comité ter voorbereiding van een Democratische Volkspartij
Het Comité ter voorbereiding van een Democratische Volkspartij, ook kortweg genoemd naar de voorzitter als Comité-Oud, bestond uit ontevreden leden van de Vrijzinnig-Democratische Bond, die samen met de SDAP in 1946 opgegaan was in de Partij van de Arbeid. Voorman Pieter Oud was van mening dat de PvdA te veel een sociaaldemocratische koers op wilde. De groepering werd op 4 oktober 1947 in Utrecht opgericht en bestond uit 72 leden. Dezen stapten uit de PvdA.
Op 24 januari 1948 werd in Amsterdam de Volkspartij voor Vrijheid en Democratie (VVD) opgericht door een fusie van het comité en de Partij van de Vrijheid (PvdV).